# Cuyo (Palawan)
Cuyo è una municipalità di quarta classe delle Filippine, situata nella Provincia di Palawan, nella regione di Visayas Occidentale. Occupa l'isola di Cuyo ed alcune isole minore dell'arcipelago omonimo.
Cuyo è formata da 17 baranggay:
- Balading
- Bangcal (Pob.)
- Cabigsing (Pob.)
- Caburian
- Caponayan
- Catadman (Pob.)
- Funda
- Lagaoriao (Pob.)
- Lubid
- Manamoc
- Maringian
- Lungsod (Pob.)
- Pawa
- San Carlos
- Suba
- Tenga-tenga (Pob.)
- Tocadan (Pob.)